# Ординарій

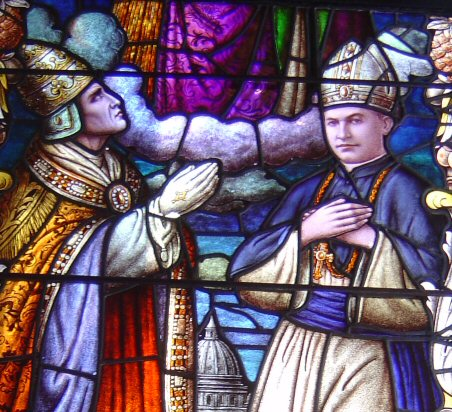
Римський папа Пій XI, зображений на вітражі собору Богородиці Миру в Гонолулу, є ординарієм Католицької церкви. Водночас єпископ Стівен Алекастр є ординарієм місцевої єпархії Гонолулу

Ординарій (лат. ordinarius) — священослужитель Західної церкви, який, перебуваючи на посаді, має ординарну владу. Аналог у Східній церкві — ієрарх.
Зазвичай, але не обов'язково, католицький ординарій є єпископом. Ординарієм Вселенської церкви є Папа Римський.
У Східних католицьких церквах ординаріями називають патріархів, верховних архієпископів і митрополитів, які очолюють Церкви sui iuris.